# Begonia itaguassuensis
Espèce
Begonia itaguassuensis est une espèce de plantes de la famille des Begoniaceae. Ce bégonia est originaire du Brésil. L'espèce fait partie de la section Pritzelia. Elle a été décrite en 1948 par Alexander Curt Brade (1881-1971). L'épithète spécifique itaguassuensis signifie « d'Itaguaçu », en référence au lieu où l'a récolté Brade, dans l'état d'Espírito Santo, au Brésil.

## Répartition géographique
Cette espèce est originaire du pays suivant : Brésil.